# Guldfågeln Arena
Guldfågeln Arena é um recinto de futebol na cidade sueca de Kalmar. 

Tem capacidade para 12 100 pessoas, e é utilizado como casa do clube Kalmar FF. 

Foi inaugurado em 2011. 

## Eventos
- Campeonato Europeu de Futebol Feminino de 2013